# Stephanie Vogt
Stephanie Vogt (Vaduz, 15 de febrero de 1990) es una tenista de Liechtenstein. Su ranking más alto en la competencia individual fue el puesto 137 y en dobles el puesto 69.

## Carrera júnior y profesional
En su carrera júnior ganó 5 títulos ITF en forma individual, y 6 en dobles. El ranking más alto que consiguió como júnior fue el número 5, y finalizó su carrera juvenil con un récord de 79-26. Entró a los Juegos Olímpicos de Pekín 2008 en reemplazo de Tamarine Tanasugarn. Ganó 3 oros en los juegos de los Pequeños Estados de Europa de Liechtenstein 2011.

## Títulos WTA (2; 0+2)

### Dobles (2)
| Leyenda                    |
| -------------------------- |
| Grand Slam (0)             |
| Juegos Olímpicos (0)       |
| WTA Tour Championships (0) |
| Premier Mandatory (0)      |
| Premier 5 (0)              |
| Premier (0)                |
| International (2)          |

| N.º | Fecha                 | Torneos     | Superficie    | Pareja           | Oponentes                        | Resultado        |
| --- | --------------------- | ----------- | ------------- | ---------------- | -------------------------------- | ---------------- |
| 1.  | 20 de octubre de 2013 | Luxemburgo  | Dura (i)      | Yanina Wickmayer | Kristina Barrois Laura Thorpe    | 7-6(2), 6-4      |
| 2.  | 26 de julio de 2015   | Bad Gastein | Tierra batida | Danka Kovinić    | Lara Arruabarrena Lucie Hradecká | 4-6, 6-4, [10-3] |

## Títulos ITF

### Individual (12)
| Torneos de $100,000 |
| Torneos de $75,000  |
| Torneos de $50,000  |
| Torneos de $25,000  |
| Torneos de $15,000  |
| Torneos de $10,000  |

| N.º | Fecha                    | Torneo                            | Superficie | Oponentes                 | Resultado     |
| --- | ------------------------ | --------------------------------- | ---------- | ------------------------- | ------------- |
| 1.  | 24 de junio de 2007      | Davos, Suiza                      | Arcilla    | Jessica Moore             | 6-4, 4-6, 6-3 |
| 2.  | 4 de mayo de 2008        | Makarska, Croacia                 | Arcilla    | Anastasia Pivovarova      | 6-2, 6-3      |
| 3.  | 29 de mayo de 2010       | Velenje, Eslovenia                | Arcilla    | Pavla Šmídová             | 6-1, 6-2      |
| 4.  | 31 de octubre de 2010    | El Cairo , Egipto                 | Arcilla    | Maša Zec Peškirič         | 6-1, 6-3      |
| 5.  | 11 de septiembre de 2011 | Alphen aan den Rijn, Países Bajos | Arcilla    | Katarzyna Piter           | 6-2, 6-4      |
| 6.  | 10 de marzo de 2013      | Sutton, Reino Unido               | Dura (i)   | Carina Witthöft           | 3-6, 6-4, 6-3 |
| 7.  | 17 de marzo de 2013      | Bath, Reino Unido                 | Dura (i)   | An-Sophie Mestach         | 7-6(3) , 6-3  |
| 8.  | 13 de julio de 2013      | Biarritz, Francia                 | Arcilla    | Anna Karolína Schmiedlová | 1-6, 6-3, 6-2 |
| 9.  | 15 de septiembre de 2013 | Podgorica, Montenegro             | Arcilla    | Anett Kontaveit           | 6-4, 6-3      |
| 10. | 16 de febrero de 2014    | São Paulo, Brasil                 | Arcilla    | Marina Melnikova          | 6-1, 6-4      |
| 11. | 14 de noviembre de 2014  | Bath, Reino Unido                 | Dura (i)   | Alberta Brianti           | 6-3, 7-6(3)   |
| 12. | 6 de junio de 2015       | Brescia, Italia                   | Arcilla    | Andrea Gámiz              | 7-6(3), 6-4   |

#### Finalista (7)
| N.º | Fecha                    | Torneo                   | Superficie | Oponentes                 | Resultado     |
| --- | ------------------------ | ------------------------ | ---------- | ------------------------- | ------------- |
| 1.  | 19 de agosto de 2007     | Pesaro, Italia           | Arcilla    | Polona Hercog             | 2-6, 6-2, 1-6 |
| 2.  | 28 de octubre de 2007    | Ciudad de México, México | Arcilla    | Olivia Sanchez            | 6-2, 2-6, 2-6 |
| 3.  | 16 de febrero de 2008    | Mallorca, España         | Arcilla    | Polona Hercog             | 6-4, 1-6, 3-6 |
| 4.  | 23 de enero de 2011      | Andrézieux, Francia      | Dura       | Mona Barthel              | 3-6, 6-3, 4-6 |
| 5.  | 10 de julio de 2011      | Aschaffenburg, Alemania  | Arcilla    | Florencia Molinero        | 6-7(6), 1-6   |
| 6.  | 18 de septiembre de 2011 | Róterdam, Países Bajos   | Arcilla    | Dinah Pfizenmaier         | 6-3, 1-6, 1-6 |
| 7.  | 3 de noviembre de 2012   | Netanya, Israel          | Dura       | Anna Karolína Schmiedlová | 6-0, 3-6, 4-6 |

### Dobles (10)
| N.º | Fecha                    | Torneos                  | Superficie | Pareja               | Oponentes                              | Resultado        |
| --- | ------------------------ | ------------------------ | ---------- | -------------------- | -------------------------------------- | ---------------- |
| 1.  | 16 de febrero de 2008    | Mallorca, España         | Arcilla    | Polona Hercog        | Leticia Costas Maite Gabarrus Alonso   | 7-6(2), 6-3      |
| 2.  | 4 de mayo de 2008        | Makarska, Croacia        | Arcilla    | Polona Hercog        | Tadeja Majerič Maša Zec Peškirič       | 7-5, 6-2         |
| 3.  | 25 de marzo de 2012      | Bath, Reino Unido        | Dura (i)   | Tatjana Malek        | Julie Coin Melanie South               | 6-3, 3-6, [10-3] |
| 4.  | 15 de julio de 2012      | Aschaffenburg, Alemania  | Arcilla    | Florencia Molinero   | Malou Ejdesgaard Réka-Luca Jani        | 6-3, 7-6(2)      |
| 5.  | 4 de mayo de 2013        | Civitavecchia, Italia    | Arcilla    | Renata Voráčová      | Paula Kania Magda Linette              | 6-3, 6-4         |
| 6.  | 6 de septiembre de 2013  | Mestre, Italia           | Arcilla    | Laura Thorpe         | Petra Krejsová Tereza Smitková         | 7-6(5), 7-5      |
| 7.  | 10 de mayo de 2014       | Trnava, Eslovaquia       | Arcilla    | Zheng Saisai         | Margarita Gasparyan Evgeniya Rodina    | 6-4, 6-2         |
| 8.  | 31 de mayo de 2014       | Grado, Italia            | Arcilla    | Verónica Cepede Royg | Lara Arruabarrena Florencia Molinero   | 6-4, 6-2         |
| 9.  | 11 de julio de 2014      | Biarritz, Francia        | Arcilla    | Florencia Molinero   | Lourdes Domínguez Lino Teliana Pereira | 6-2, 6-2         |
| 10. | 26 de septiembre de 2014 | Podgorica, Montenegro    | Arcilla    | Alexandra Cadanțu    | Xenia Knoll Arantxa Rus                | 6-1, 3-6, [10-2] |
| 11. | 4 de enero de 2016       | Victoria Park, Hong Kong | Arcilla    | Viktorija Golubic    | Hsu Ching-wen Emma Laine               | 6–2, 1–6, [10–4] |